# Saint-Bonnet-près-Bort
Saint-Bonnet-près-Bort település Franciaországban, Corrèze megyében. Lakosainak száma 188 fő (2022. január 1.). Saint-Bonnet-près-Bort Margerides, Saint-Étienne-aux-Clos, Saint-Exupéry-les-Roches, Saint-Victour, Thalamy, Veyrières és Sarroux-Saint Julien községekkel határos.

## Népesség
A település népessége az elmúlt években az alábbi módon változott:
| Lakosok száma | 202  | 162  | 176  | 180  | 199  | 196  | 192  | 190  | 189  | 188  |
|               | 1968 | 1982 | 1990 | 2006 | 2013 | 2015 | 2017 | 2019 | 2020 | 2022 |